# Svalbarðshreppur
Svalbarðshreppur is een gemeente in het noordoosten van IJsland in de regio Norðurland eystra. De gemeente ligt aan het Þistilfjörður en heeft 109 inwoners (in 2005).
Akureyrarkaupstaður · Norðurþing · Fjallabyggð · Dalvíkurbyggð · Eyjafjarðarsveit · Hörgársveit · Svalbarðsstrandarhreppur · Grýtubakkahreppur · Skútustaðahreppur · Tjörneshreppur · Þingeyjarsveit · Svalbarðshreppur · Langanesbyggð